# Borys Kamkow
Borys Dawidowicz Kamkow, faktycznie Borys Dawidowicz Kac (ur. 22 maja?/3 czerwca 1885 we wsi Kobylnia  (l. Kobylno) w ujeździe sorockim w guberni besarabskiej, zm. 29 sierpnia 1938 w miejscu egzekucji Kommunarka pod Moskwą) – rosyjski socjalista, jeden z przywódców Partii Socjalistów-Rewolucjonistów (eserowców), od 1917 we frakcji, później Partii Lewicowych Socjalistów-Rewolucjonistów. Absolwent wydziału prawa Uniwersytetu w Heidelbergu w stopniu doktora prawa.

## Życiorys
Syn lekarza. W 1904 aresztowany za udział w Organizacji Bojowej Partii Socjalistów-Rewolucjonistów, zesłany w 1905 do Kraju Turuchańskiego, zbiegł z zesłania i emigrował za granice Imperium Rosyjskiego. Przed I wojną światową przebywał na emigracji we Francji, Niemczech i Szwecji. W 1911 ukończył studia na Uniwersytecie w Heidelbergu, uzyskał stopień naukowy doktora prawa. W 1915 członek towarzystwa pomocy rosyjskim jeńcom wojennym. Powrócił do Rosji po rewolucji lutowej i obaleniu caratu i został wybrany do władz piotrogrodzkiej rady eserowców.
Na tle stosunku do zawarcia pokoju z Niemcami powstała latem 1917 w partii eserowców frakcja lewicowych eserowców, po przewrocie bolszewickim wyodrębniła się w partię na tle stosunku do bolszewików. Na I Wszechrosyjskim Zjeździe Rad Delegatów Robotniczych i Żołnierskich w lipcu 1917 został wybrany na członka Wszechrosyjskiego Centralnego Komitetu Wykonawczego (WCIK), w listopadzie delegatem na II Ogólnorosyjski Zjazd Rad. Na zjeździe partyjnym został wybrany do Komitetu Centralnego eserowców. W listopadzie 1917 w demokratycznych wyborach wybrany na deputowanego do Konstytuanty.  W lutym 1918 roku wystąpił przeciw traktatowi brzeskiemu, który jego partia uznała za zdradę rewolucji. Kamkow został jednym z inicjatorów nieudanego powstania lewicowych eserowców 6-7 lipca 1918 roku, następnie działał w konspiracji.
Aresztowany przez Czeka w Moskwie w styczniu 1920, uwolniony w maju 1920, ponownie aresztowany w lutym 1921. W 1923 zesłany do Czelabińska, potem do Tweru i Woroneża. W 1930 aresztowany i w 1931 skazany na trzy lata więzienia w zamkniętym procesie "Chłopskiej Partii Pracy" (ros. Трудовая крестьянская партия). "Partia", podobnie jak bliźniacza "Partia Przemysłowa (Prompartia)" była mistyfikacją OGPU. Od 1933 na zesłaniu w Archangielsku.
W okresie wielkiego terroru w ZSRR 6 lutego 1937 aresztowany ponownie przez NKWD. Zeznawał w procesie pokazowym Nikołaja Bucharina w marcu 1938.
28 sierpnia 1938 skazany na śmierć przez Kolegium Wojskowe Sądu Najwyższego ZSRR. Rozstrzelany tego samego dnia w miejscu egzekucji Kommunarka pod Moskwą, pochowany anonimowo.
Zrehabilitowany po upadku ZSRR postanowieniem Prokuratury Federacji Rosyjskiej z 27 kwietnia 1992.